# يوجينة أشرسونية
أوجينيا أشرسونية (الاسم العلمي:Eugenia aschersoniana) هي نوع من النباتات تتبع جنس الأوجينيا من فصيلة الآسية.